# Nové Švábsko

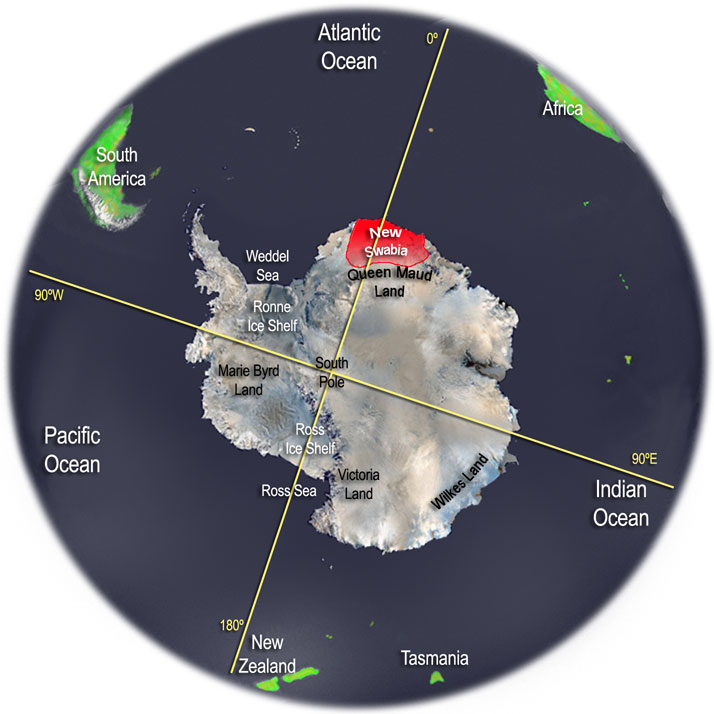
Nové Švábsko na mapě Antarktidy

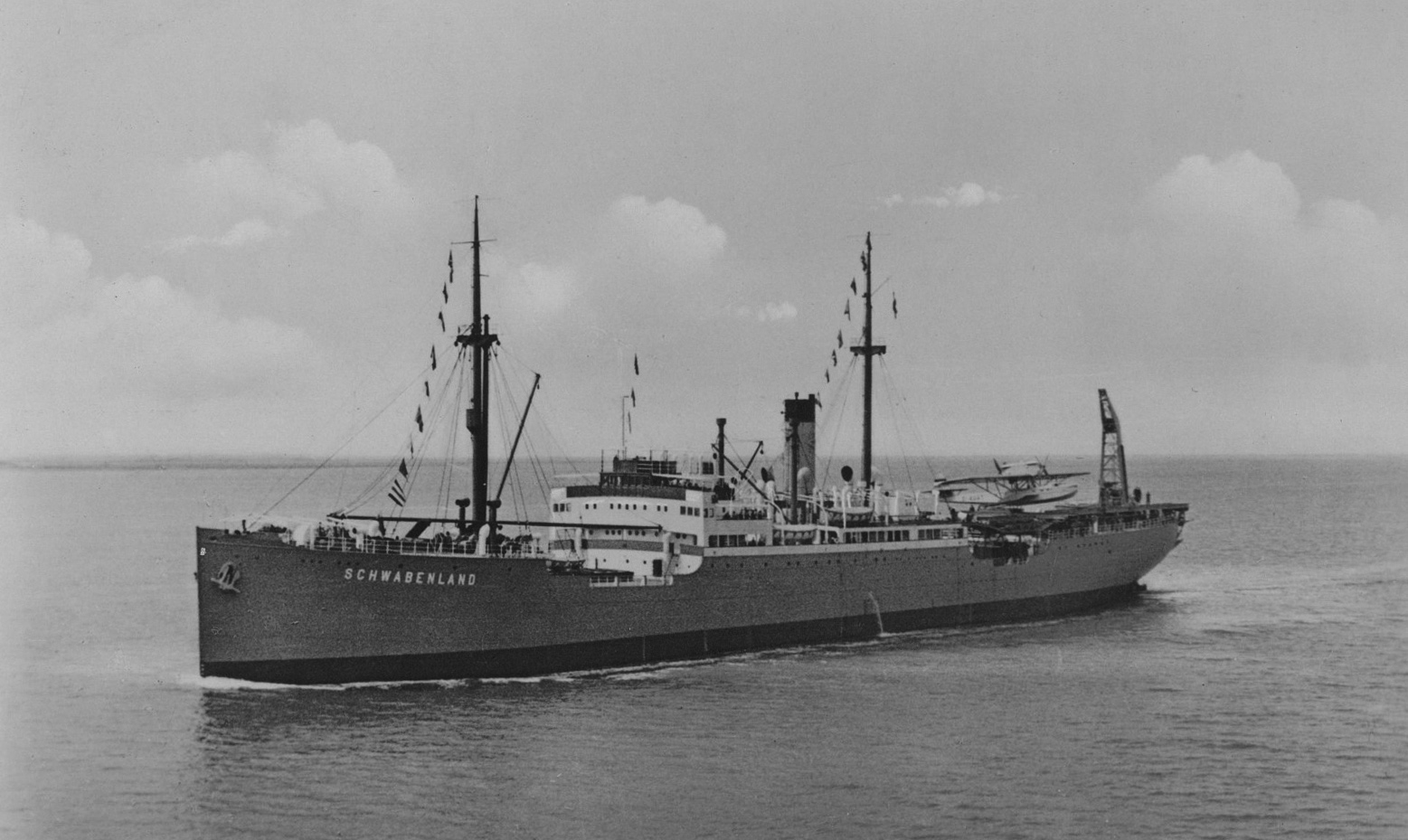
Německá loď MS Schwabenland v roce 1938

Nové Švábsko (německy Neuschwabenland) je pobřežní území na západě Antarktidy v Zemi královny Maud. Název mu udělila 17. prosince 1938 třetí německá antarktická expedice, vedená kapitánem Alfredem Ritscherem, podle lodi MS Schwabenland (která byla pojmenovaná podle Švábska). Geograficky se člení na Severní Nové Švábsko a Jižní Nové Švábsko.